# Suzanne de Giey
Suzanne de Giey, geboren Suzanne Mathilde Léontine Marie Henriette Parmentier, (Elsene, 25 februari 1894 - Damme, 8 december 1991) was een Belgisch Franstalig schrijfster.

## Levensloop
Suzanne Parmentier was een dochter van Paul Parmentier (1854-1902) en van Marie-Jeanne Van Loo. Haar vader was ingenieur, maar werd liever kunstenaar, voornamelijk schilder, en vestigde zich in Knokke, waar hij ook schepen werd (naar hem is de Paul Parmentierlaan genoemd). Suzanne liep nooit school en werd door haar kunstzinnige moeder onderricht.
Ze trouwde in 1915 met baron Paul de Giey (Knokke, 1895 - Brugge, 1965) en ze hadden een zoon, Jehan de Giey (1916-1963), die ongehuwd bleef. 
Paul de Giey was de zoon van baron Adrien de Giey (1867-1937) en van Gabrielle Thoma (1871-1942). Een familielid was baron en senator Guillaume de Giey.
Het gezin woonde eerst aan de Hogeweg in Sint-Andries. Vanaf 1919 begon het aan een nomadenleven, met elf opeenvolgende verhuizingen. In 1937 bouwde Paul de Giey, naar een eigen ontwerp, het kasteel Hontzocht in Beernem. Van 1945 tot 1949 woonde het koppel op een jacht, de Cecilia. Ze betrokken ook een tijd een kasteelhoeve in Hastière-Lavaux en hadden een appartement op de Louizalaan in Brussel. In 1963, na de dood van hun zoon, vestigden ze zich in Brugge, waar Paul twee jaar later overleed en Suzanne er nog bijna dertig jaar woonde in een immens groot huis in de Freren Fonteinstraat. Ze woonde er in grote eenzaamheid en vertoonde zich zelden op straat. Ze hield het bij enkele nauwe vrienden, zoals Michel de Ghelderode, met wie ze veel correspondeerde, zonder elkaar te ontmoeten.
Haar literaire werk verscheen in kranten zoals La Flandre Maritime, Journal de Bruges en Le Courrier de Bruges et du littoral, waar ze ook als kroniekschrijfster aan meewerkte. In haar kronieken hekelde ze vaak de modernisering van Brugge en loofde ze 'de goede oude tijd'.
Ze legateerde haar boekenverzameling aan de stad Brugge die ze bewaart in het Fonds Suzanne de Giey in de stadsbibliotheek. De verzameling weerspiegelt de adellijke en artistieke belangstellingen van de schenkster, met boeken over heraldiek, genealogie, (kunst)geschiedenis en letteren. De schenking bestond uit 11 handschriften, 61 boeken van voor 1830 en 1209 boeken van na 1830.
Ze legateerde ook een som aan de Brugse afdeling van de Sue Ryder Foundation, die er vier huizen voor bejaarden mee bouwde binnen het project 'Rijkepijnder' in de Carmersstraat.
Ze had ook haar huis aan het OCMW van de stad Brugge geschonken, onder de voorwaarde er een home voor hulpbehoevenden van te maken. De schenking werd, uit vrees voor te hoge kosten, niet aanvaard en het huis werd een hotel.
De stad Brugge heeft haar geëerd met een Suzanne de Gieystraat in de gemeenteafdeling Koolkerke. Er bestaat ook een Suzanne de Gieystraat in Gent.

## Publicaties
- Rosette ou la poupée enchantée
- Les mémoires d'un vieux Teddy
- Le sapin merveilleux (1943)
- De wonderbare denneboom
- Images de Bruges (1958)
- Le Hibou (1959)
- Le chat, ou l'autre côté du voile (1959)
- Contes pour enfants
- Contes de Pâques
- Portraits qui parlent
- Légendes Mosanes
- La Souillure, roman, Éditions du Scorpion (1963)
- Le rossignol italien (1969)
- Croquis Brugeois (1973)